# リトル・ジョー1号
リトル・ジョー1号（リトル・ジョー1ごう、英: Little Joe 1、LJ-1）は、アメリカ合衆国のマーキュリー計画において宇宙船の緊急脱出用ロケットの実験を行うために計画された、固体燃料ロケット「リトル・ジョー」の試験飛行である。実験自体は失敗に終わった。機体は全長15メートル、重量約20,000キログラム、直径2.0メートルで、尾翼部分を含めた全幅は6.5メートルだった。ポラックス (Pollux) とリクルート (Recruit) と呼ばれる固体燃料ロケットを4機ずつ組み合わせたもので、11.3トン (1,100キロニュートン) の推力を発揮し、最大で1,788キログラムの搭載能力があった。脱出ロケットはグランド・セントラル (Grand Central) 1KS52000ロケットエンジンを使用し、重量は460キログラムだった。
1959年8月21日、バージニア州ワロップス島のワロップス飛行施設で発射の準備をしていたところ、予定時刻の約30分前にとつぜん緊急脱出用ロケットが点火した。ロケットは20秒間燃焼し、高度610メートルに到達した後、600メートル離れた場所にマーキュリー宇宙船を運び去った。
1959年9月18日に出された事故報告書によれば、脱出ロケットの異常点火は過渡現象もしくは漏電によって引き起こされたものであり、分析の結果、緊急停止のシステムが自爆装置の安全解除の母線に直結されていたことが原因であると明らかになった。使用されていた電池はイギリスからアメリカに持ち込まれたもので、充電はされず短絡された状態だった。その電池が発射台上で充電され、充電量が必要な値に達した際、脱出システムを作動させてしまった。さらにセンサーが高度が不十分であると感知したことにより、緊急脱出用ロケットの雷管が点火された。バッテリーはまだ完全に充電されていなかったため、脱出ロケットの切離し用小型ロケットとパラシュート回収システムは作動せず、両者はともに海中に沈んだ。